# Предраг Адамов
Предраг „Преда” Адамов (Долово, 3. август 1932 − Панчево, 23. август 2007) био је југословенски и српски књижевник и професор историје.

## Биографија
Рођен је у Долову, а живео је у Панчеву.
Дипломирао је на Филозофском факултету у Новом Саду, група за историју, прва генерација Београдског универзитета - одељење у Новом Саду. Основну школу је завршио у Долову, а гимназију у Панчеву.
Радни век провео је као професор историје, али је предавао и ликовну културу, географију, историју цивилизације и предвојничку обуку. Почео је каријеру у Долову, наставио у Кључу (Босна и Херцеговина) и Ковачици а највећи део радног века радио је као професор историје у Панчеву.
Говорио је француски и руски језик.
Приче Предрага Адамова објављиване су у многим листовима и часописима: Народни борац, За победу, Фронт, Ревија, Просветни преглед, Просвјетни лист, Мисао, Панчевац, Libertatea, Политика, Политика Експрес, Политикин Базар, Стиг, Провинција, Име, Живот (Сарајево), Свеске.
Први роман издао је 1977. Најважнија дела су свакако ”Беспоштедни”, романсирана биографија Паје Маргановића (Отокар Кершовани), ”Панонска сага” (Веселин Маслеша) и збирка прича ”Прстен” (Просвета). Предраг Адамов је највише писао о животу људи у Јужном Банату за време Другог светског рата. Његово родно село Долово описано је као Брегово у романима ”Панонска сага”.
Аутор је више од десет романа и збирки прича: "На брду кула" (1975), "Кад река цвета" (1977, 1983), "На путу ка Сунцу" (1978), "Беспоштедни" (1983), "Панонска сага" (1986), "Прелом" (1990), "Угљевље и иверје" (1992), "Доловачке приче" (1997), "Шта се лупа из школских клупа" (1995), "Прстен" (2002), "Доловачке приче" (2003), "Доловачке приче 4" (2005).
Предраг Адамов је добитник више књижевних награда.
Био је члан Редакције Часописа за књижевност ”Име” (Књижевни клуб просветних радника Србије), 1977. године, и члан Удружења књижевника Србије, Друштва књижевника Војводине и Заједнице писаца Панчева.
Дела Предрага Адамова су превођена на чешки, словачки и румунски језик. Књиге Предрага Адамова ”Беспоштедни” и ”Прстен” могу се наћи у Конгресној библиотеци.
Био је аутор фељтона о Др. Жарку Фогорашу који је у наставцима објављиван у листу Панчевац.
Коаутор је две књиге Евгенија Раданова - ”Успомене једног летача” и ”Одлутали Панчевац”.